# 第一花园站
第一花园站（原先称为武吉丽雅花园站）位於吉隆坡蕉赖大道分支支陆佑大道和蕉赖路前的蕉赖－敦拉萨镇环圈，是巴生谷加影线的其中一个高架捷运车站，主要服务第一花园、武吉丽雅花园、吉隆坡市政局组屋区及敦拉萨镇一带的居民。这也是马鲁里站之后第一个高架车站，并以高架延伸至加影站。
本站属于双溪毛糯－加影线第二阶段线路，于2017年7月17日開始通行。
然而，捷運站對面的蕉賴自行车（Cheras Velodrome）在4年前被私人公司購買後，至今仍未有發展，使得捷运的一个出口形同废置。蕉赖旧自行车场曾是1998年共和联邦运动会的场地之一，现设备已搬迁至森美兰汝来。

## 车站结构
此站设计类似其他标准架空车站，一共有两个楼层和地面层。
其也设有两个入口，一个通往旧蕉赖自行车场、另一个通往蕉赖路。
| 二楼     |                                 |                                                                        |
| 侧式站台 |                                 |                                                                        |
| 1号站台: | 9 加影线 9往加影 KG35 (→)       |                                                                        |
| 2号站台: | 9 加影线 9往桂莎白沙罗 KG04 (←) |                                                                        |
| 侧式站台 |                                 |                                                                        |
| 一楼     | 车站大厅                        | 验票闸门、电梯和手扶梯至站台、自动售票机、售票处、车站控制台、便利商店 |
| 地面层   | 地面                            | 巴士站、计程车                                                         |